# Samotuhî, Koriukivka
Samotuhî (în ucraineană Самотуги) este un sat în comuna Seadrîne din raionul Koriukivka, regiunea Cernihiv, Ucraina.

## Demografie
Componența lingvistică a localității Samotuhî
     Ucraineană (99,13%)
     Alte limbi (0,87%)
Conform recensământului din 2001, majoritatea populației localității Samotuhî era vorbitoare de ucraineană (99,13%), existând în minoritate și vorbitori de alte limbi.